# Kevin Givens
Kevin Givens (1º marzo 1997) è un giocatore di football americano statunitense che milita nel ruolo di defensive tackle per i San Francisco 49ers della National Football League (NFL).

## Carriera

### San Francisco 49ers
Givens firmò con i San Francisco 49ers dopo non essere stato scelto nel Draft NFL 2019. Fu svincolato alla fine del training camp ma rifirmò il 1º settembre 2019 per la squadra di allenamento. Il 28 dicembre fu promosso nel roster attivo debuttando come professionista nell'ultimo turno contro i Seattle Seahawks e mettendo a segno un tackle.
Nel quarto turno della stagione 2024 Givens guidò la difesa con 2,5 sack nella vittoria sui New England Patriots.

## Palmarès
- National Football Conference Championship: 2

San Francisco 49ers: 2019, 2023